# Publius crassus
Publius crassus là một loài bọ cánh cứng trong họ Passalidae. Loài này được Smith miêu tả khoa học năm 1852.

## Hình ảnh

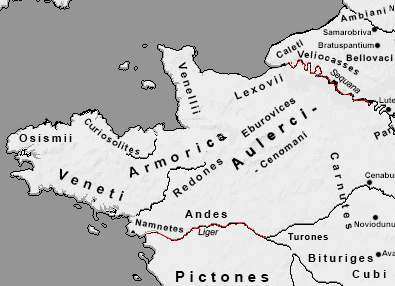
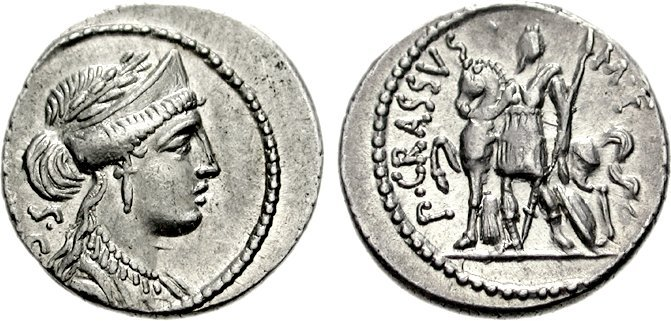